# Общепланетное транспортное средство
Общепланетное транспортное средство (ОТС) — гипотетический проект транспортной системы для выведения грузов на низкую околопланетную (например низкую околоземную) орбиту, предложенный А. Э. Юницким в 1982 году (публикации в журналах «Изобретатель и рационализатор» и «Техника — молодежи» 1982, № 6, с. 34—36). Гигантское сооружение астроинженерного масштаба.
ОТС наряду с космическим лифтом является одной из альтернатив ракетам-носителям как средству выведения грузов на околоземную орбиту. По мнению автора, имеет ряд преимуществ перед космическим лифтом.

## Описание проекта
ОТС представляет собой расположенное по экватору Земли (или параллельно экватору) кольцо, состоящее из отдельных сегментов, соединённых, например, гидравлическими цилиндрами. Внутри сегментов кольца (которые можно сравнить с вагонами поезда) располагаются отсеки для размещения полезной нагрузки и необходимого оборудования. Сердцем ОТС являются два кольцевых канала, проходящих через все сегменты кольца. В каналах поддерживается высокий вакуум, они полностью изолированы от внешней среды. Внутри каналов на магнитной подвеске располагаются два ротора-маховика, набранных из небольших металлических и эластичных (например, полимерных) сегментов. Роторы-маховики удерживаются системой электромагнитов, смонтированной внутри корпуса ОТС, по принципу магнитной левитации, и являются роторами гигантского электродвигателя (способного работать и в генераторном режиме).
Кольцо ОТС располагается на специально оборудованной эстакаде, опоясывающей Землю. В начальном состоянии оно закреплено на эстакаде.
С помощью внешнего источника энергии один из роторов раскручивается до скорости, превышающей первую космическую на уровне моря. Из-за развивающейся центробежной силы ротор сначала (при достижении первой космической скорости) уравновешивает себя, а затем стремится «улететь» вверх, создавая подъёмную силу. Скорость ротора выбирается немного большей, чем нужно для уравновешивания кольца.
После отпускания зажимов кольцо ОТС начинает подниматься вверх (то есть увеличивать свой радиус, и, соответственно, диаметр). При этом зазоры между сегментами и гидравлические цилиндры позволяют конструкции увеличивать свою длину. Ленточный ротор растягивается на 2—5 % за счёт эластичности. По мере достижения требуемой высоты ротор переводится в генераторный режим, а вырабатываемая электроэнергия используется для разгона второго ротора в противоположном направлении. В результате ОТС разгоняется до достижения его корпусом первой космической скорости на низкой околоземной орбите. Высота, которой достигнет ОТС, определяется избытком первоначальной кинетической энергии ротора и возможностями удлинения (растяжения) конструкции корпуса и роторов.
На экваториальной орбите происходит разгрузка ОТС в стационарные орбитальные отсеки, находящихся на этой же орбитальной высоте в плоскости экватора.
Посадка осуществляется аналогично в обратном порядке.